# Mezquita de Sayeda Zainab

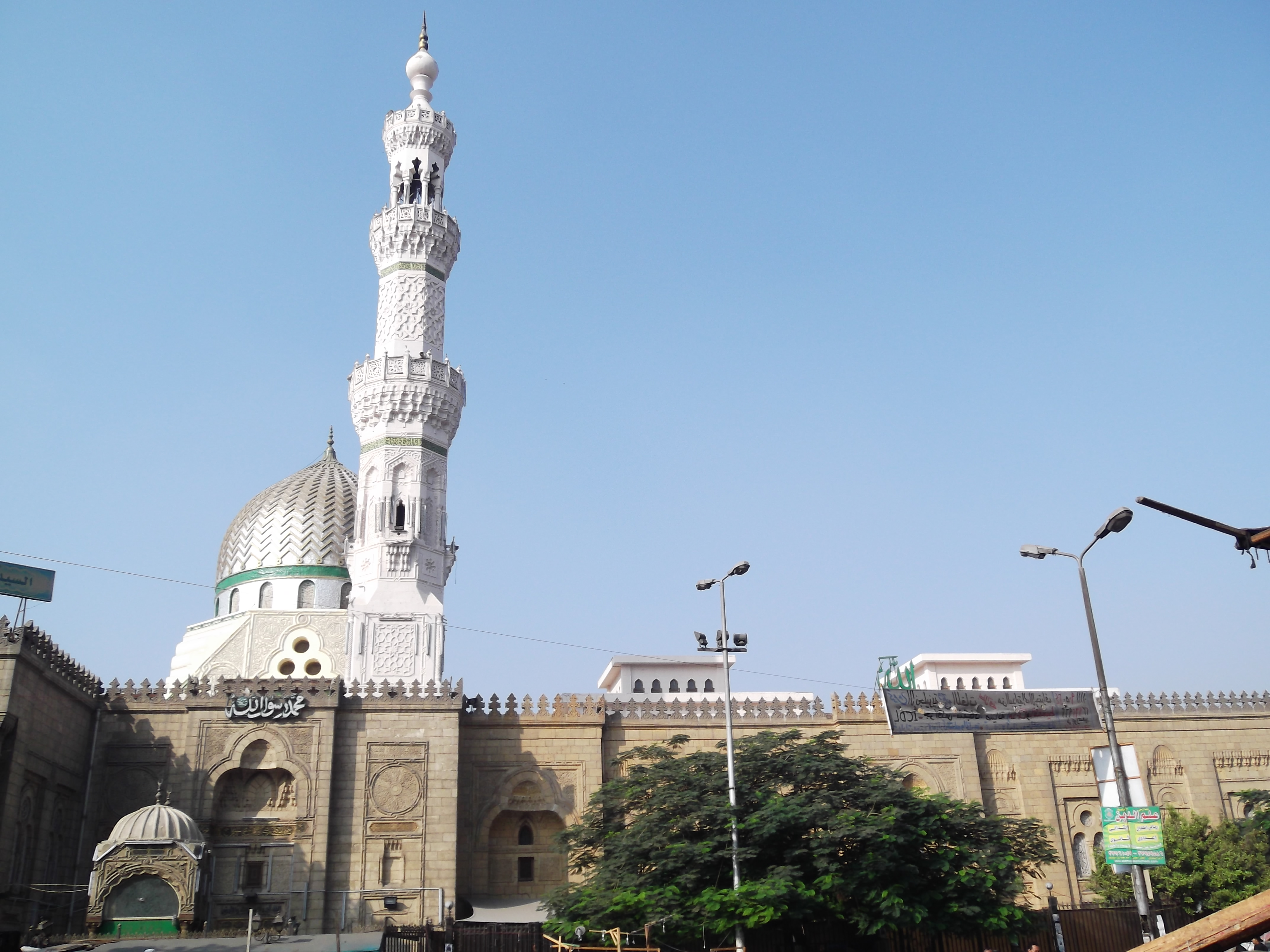
Mezquita de Sayeda Zainab

La mezquita de la Sayeda Záinab (en árabe: مسجد السيدة زينب بالقاهرة‎) es una de las mezquitas más grandes y famosas de El Cairo, capital de Egipto. Se llama así en honor a Sayyida Záynab bint Ali, la hija del último califa ortodoxo y primo y yerno del Profeta Mahoma, Ali Ibn Abi Talibm . La mezquita y la plaza de la Sayeda Záinab están situadas en el barrio Sayeda Zainab de El Cairo, de donde el barrio toma su nombre, específicamente del Zarih ubicado dentro de la mezquita. La mezquita fue construida en la tumba de la Sayeda Zéinab en 85 AH. La mezquita está en el centro del barrio. Además, la plaza frente a ella se conoce también como la plaza de la Sayeda Záinab.

## La Sayeda Zainab
La Sayeda Zainab es una de las figuras importantes para los musulmanes. Es la hija del cuarto califa de los Rashidun y el primer imán chií, Alí y nieta del Profeta Mahoma de su hija Fátima. Fue hermana de Hasan y de Husáin. Záinab tiene una santidad especial para los chiíes debido a su papel en la batalla de Karbala cuando murió su hermano, Huséin bin Ali bin Abi Talib, y parte de su familia. 

## Ubicación
El barrio en el que se encuentra la mezquita se considera uno de los barrios más populares en El Cairo, donde abundan los cafés y restaurantes de comida popular. Los habitantes de El Cairo suelen ir allí, especialmente en Ramadán, para tomar el Suhur. La calle Zine El Abidine se encuentra entre los monumentos más famosos de este barrio. Se considera una de las grandes calles comerciales en El Cairo.

## Importancia
La Sayeda Zainab ocupa un gran lugar en el corazón de los egipcios. Su visita es considerada por muchos, especialmente los habitantes de las regiones remotas de El Cairo, un gran honor que reclaman a Alá para lograrla. La mezquita se considera uno de los lugares más representativos del sufismo y sus sucesores. Cada año en el mes de Rayab, se celebra El Mouled de la Sayeda Zeinab, donde acuden miles de personas a la plaza de la Sayeda Zeinab para celebrarla. Por lo tanto, la zona sufre un cambio radical durante estos días.[cita requerida]

## Historia
Se ha considerado que la mezquita primitiva se construyó sobre la tumba de Sayeda Záinab. Algunos historiadores creen que Sayeda fue deportada a Egipto unos meses antes de la Batalla de Karbala, donde se instaló hasta su muerte. Sin embargo, otros opinan que Sayeda está enterrada en Damasco, Siria, donde existe también una mezquita de la Sayyidah Záynab.
No hay registro sobre la fecha de construcción de la mezquita, pero se sabe que fue renovada en 1547, e 1768 y en 1940. En esta última ocasión, el ministerio egipcio competente demolió el edificio primitivo y construyó el actual. En 1969 se duplicó la superficie de la mezquita.

## Galería

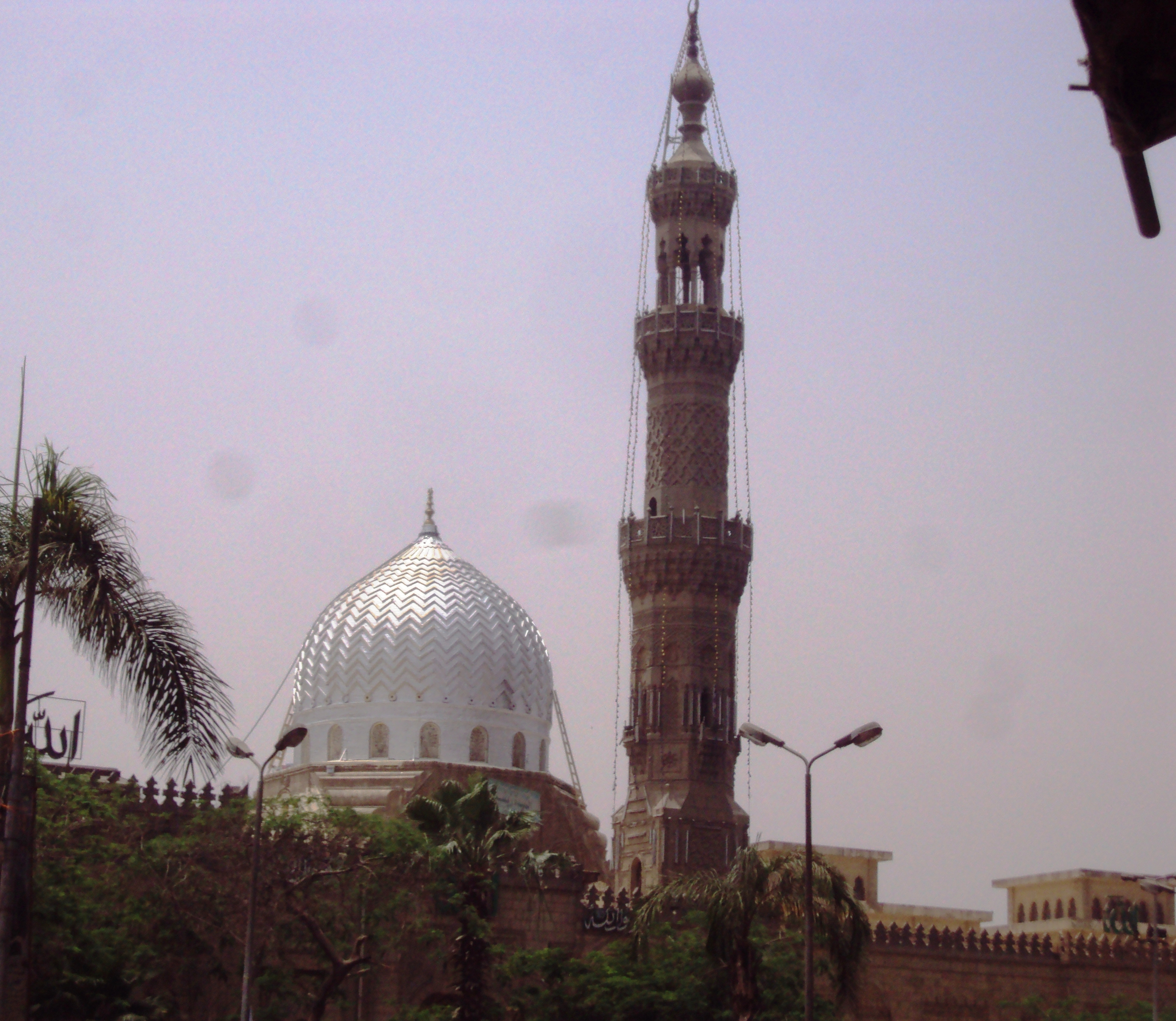
Mezquita de Sayeda Zainabز
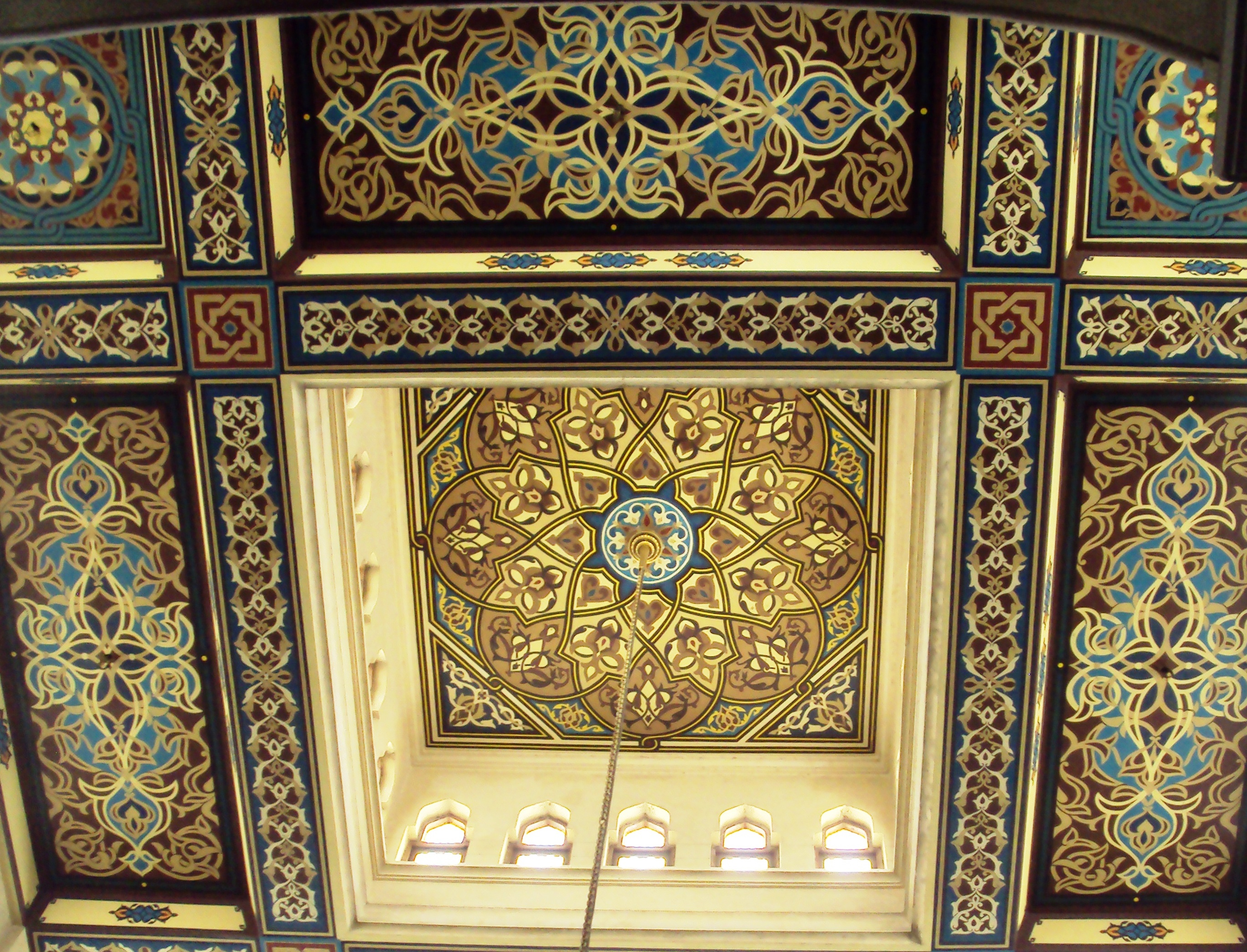
Decoración del techo de la Mezquita de Sayeda Zainab en El Cairo.
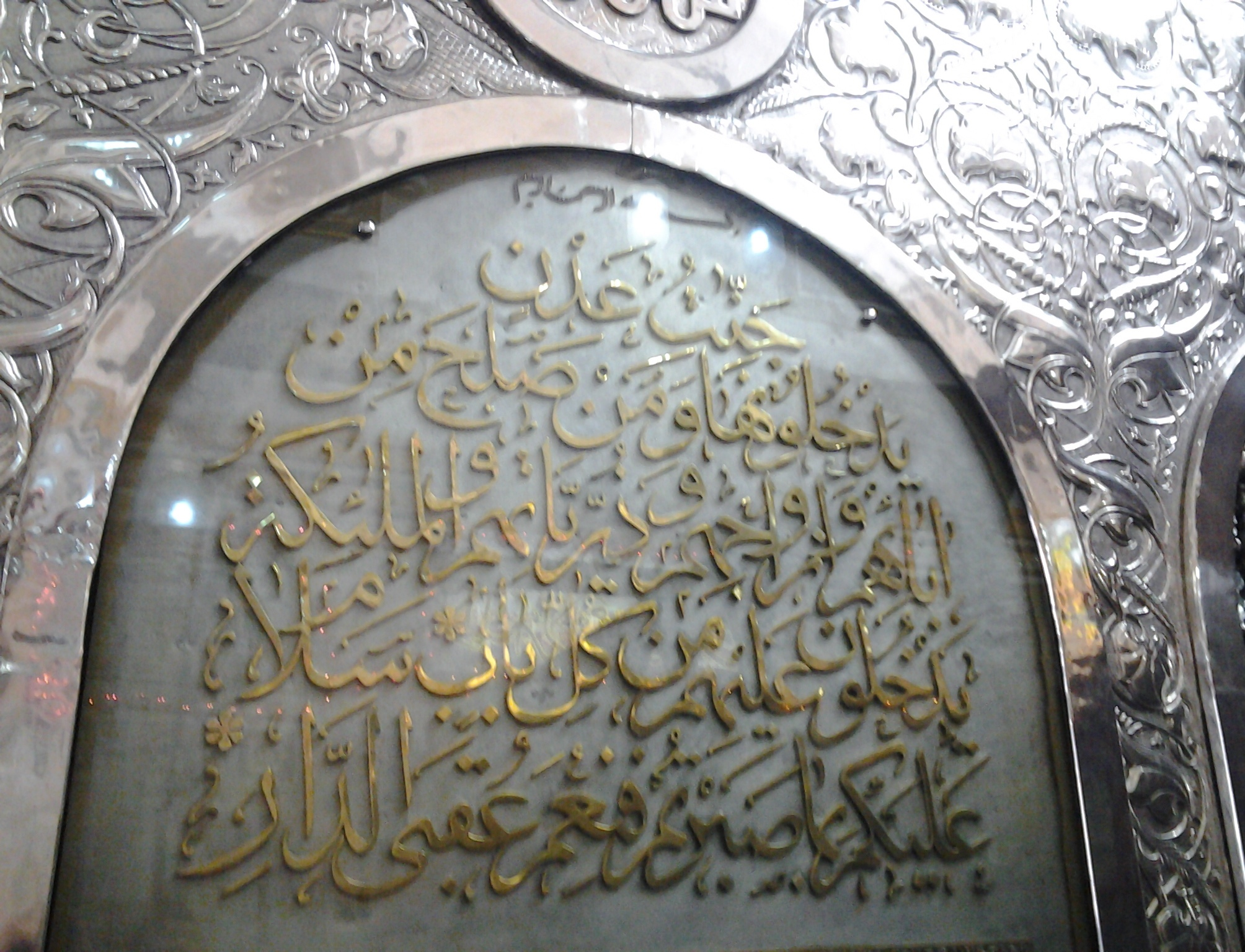
Calcografía en el Zarih.
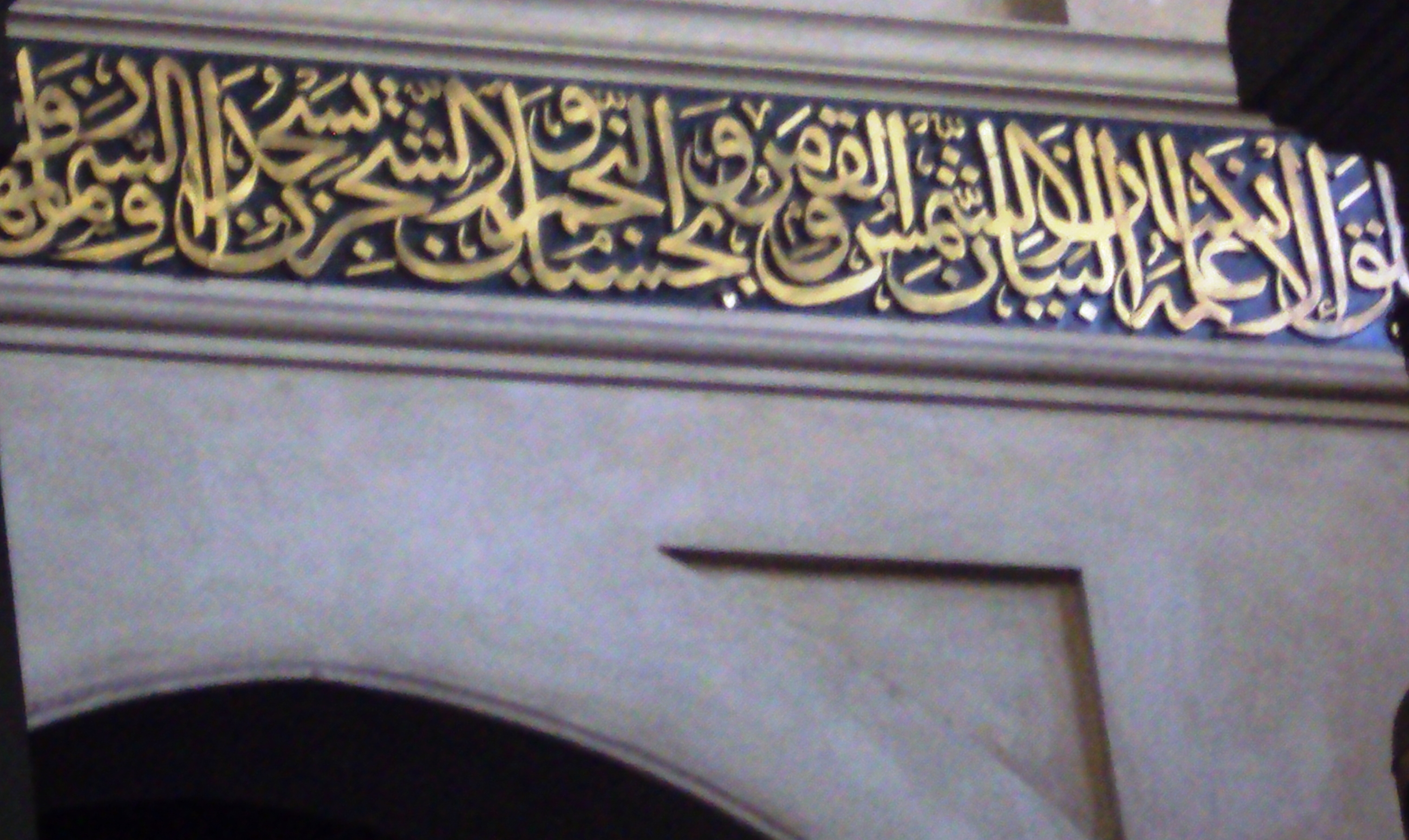
Calcografía coránica de la Mezquita.
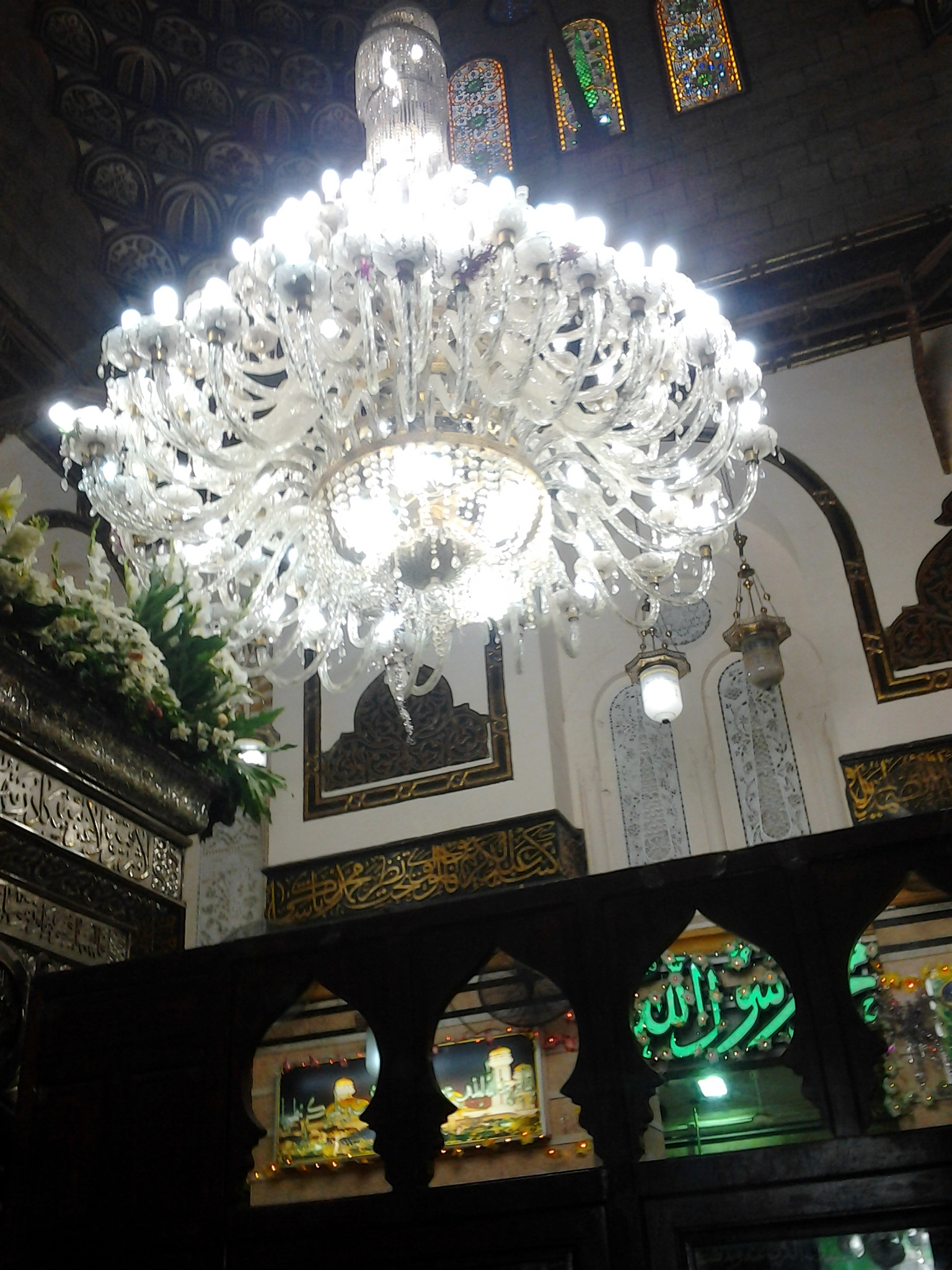
Decoración del techo del Zarih.